# تاريخ التواصل
لقد تطور تاريخ تقنيات الاتصال (وسائل الإعلام وأدوات الكتابة المناسبة) جنبًا إلى جنب مع التحولات في الأنظمة السياسية والاقتصادية، وبالتالي أنظمة السلطة. يمكن أن يتراوح التواصل من عمليات التبادل الدقيقة جدًا إلى المحادثات الكاملة والاتصال الجماهيري. يمكن إرجاع تاريخ الاتصالات نفسه إلى أصل الكلام حوالي 100000 قبل الميلاد. يمكن النظر في استخدام التكنولوجيا في الاتصالات منذ أول استخدام للرموز حوالي 30 ألف سنة قبل الميلاد. ومن بين الرموز المستخدمة، هناك لوحات الكهوف والنقوش الصخرية والصور التوضيحية والأيدوجرامات. وكانت الكتابة ابتكارًا كبيرًا، بالإضافة إلى تكنولوجيا الطباعة، ومؤخرًا الاتصالات السلكية واللاسلكية و الإنترنت.

## العصور البدائية
بدأ التواصل البشري مع أصل الكلام حوالي 100000 قبل الميلاد. تم تطوير الرموز منذ حوالي 30 ألف سنة. سمح النقص في الكلام بنشر الأفكار بسهولة وأدى في النهاية إلى إنشاء أشكال جديدة من التواصل، مما أدى إلى تحسين النطاق الذي يمكن للناس التواصل من خلاله وطول عمر المعلومات. استندت كل هذه الاختراعات إلى المفهوم الأساسي للرمز.
أقدم الرموز المعروفة التي تم إنشاؤها للتواصل كانت لوحات الكهوف، وهي شكل من أشكال الفن الصخري، يعود تاريخها إلى العصر الحجري القديم الأعلى. توجد أقدم لوحة كهف معروفة داخل كهف شوفيه، ويعود تاريخها إلى حوالي 30000 سنة قبل الميلاد. تحتوي هذه اللوحات على كميات متزايدة من المعلومات: ربما يكون الناس قد أنشأوا التقويم الأول منذ 15000 سنة مضت. يتم توضيح العلاقة بين الرسم والكتابة بشكل أكبر من خلال علم اللغة: في مصر القديمة واليونان القديمة كانت مفاهيم وكلمات الرسم والكتابة هي نفسها (المصرية: 's-sh'، اليونانية: 'graphein').